# Мокетт, Жюльен
Жюльен Жан Рудольф Мокетт (нидерл. Julien Jean Rudolphe Moquette, 19 декабря 1873, Снеек — февраль 1945) — голландский шахматист. Президент Нидерландского шахматного союза в 1913—1919 гг. Врач по профессии. Пик карьеры Мокетта как шахматного игрока — участие в 27-м турнире Нидерландской шахматной ассоциации (Амстердам, 1899 г.), где он занял 11-е место с результатом 5½ из 15.